# Konfirmanderne
Konfirmanderne er en dansk ungdomsfilm fra 2002, der er instrueret af Nille Westh.

## Handling
Patrick "tror ikke sygt meget på Gud!", men når man bliver konfirmeret, får man en masse gaver, og det er jo fair nok. Sascha skal ikke konfirmeres, men fordi hun interesserer sig for religion, vil hun gerne vide, hvad hun siger nej til, så hun går alligevel til konfirmationsforberedelse. Ida skal konfirmeres, fordi hun synes, der er noget "om det, Jesus rendte rundt og sagde, hvis man ligesom omformulerer det lidt". Og så glæder hun sig til at få syet en fantastisk kjole. Filmen følger Patrick, Sascha og Ida i tiden op til konfirmationen. Gennem skildringen af konkrete situationer og dilemmaer de kommer ud for, undersøger filmen, hvordan moderne kristen livsfilosofi og værdier afspejler sig i de unges liv og hverdag.